# Incontri internazionali di rugby a 15 di metà anno 2004
Nel rugby a 15, il periodo di fine maggio-inizio luglio è tradizionalmente dedicato ai i tour delle rappresentative del Nord agli antipodi.
Nel 2004, i tour sono anche una occasione di rivincite dopo i campionati del mondo del 2003.
- La Scozia' si reca in Tour in Samoa e Australia. facile vittoria con Samoa, due sconfitte nette con i Wallabies.

| Wellington 4 giugno 2004 | Samoa | 3 – 38 | Scozia | West Pac |

| Melbourne 13 giugno 2004 | Australia | 35 – 15 | Scozia | Tesltra dome |

| Sydney 19 giugno 2004 | Australia | 34 – 13 | Scozia | Telstra Stadium |

- Il Galles si reca in tour in Argentina (una vittoria ed un pareggio) ed in Sud Africa (pesante sconfitta)

| Buenos Aires 12 giugno 2004 | Argentina | 50 – 44 | Galles | Etcheverry |

| Buenos Aires 19 giugno 2004 | Argentina | 20 – 35 | Galles | Etcheverry |

| Pretoria 26 giugno 2004 | Sudafrica | 53 – 18 | Galles | Loftus Versfeld |

- : L'Inghilterra si reca in tour in Australia e Nuova Zelanda.

In programma le rivincite del mondiali 2003. La magia di quei giorni è lontana: contro la Nuova Zelanda subisce due pesanti sconfitte e contro l'Australia subisce una sconfitta pesante (15-50) nella rivincita della finale della coppa del mondo dell'anno prima.
| Dunedin 12 giugno 2004 | Nuova Zelanda | 36 – 3 | Inghilterra | Carisbrook |

| Auckland 19 giugno 2004 | Nuova Zelanda | 36 – 12 | Inghilterra |  |

| Brisbane 26 giugno 2004 | Australia | 51 – 15 | Inghilterra | Lang Park |

- L'Irlanda si reca in Sudafrica.

| Bloemfontein 12 giugno 2004 | Sudafrica | 31 – 17 | Irlanda | Free State |

| Città del Capo 19 giugno 2004 | Sudafrica | 26 – 17 | Irlanda |  |

- La nuova selezione delle Isole del Pacifico disputa i suoi primi match:

| Adelaide 3 luglio 2004 | Australia | 29 – 14 | Pacific Islanders |  |

| Albany (Nuova Zelanda) 10 luglio 2004 | Nuova Zelanda | 41 – 26 | Pacific Islanders |  |

| Gosford 17 luglio 2004 | Sudafrica | 38 – 24 | Pacific Islanders |  |

- La Francia si reca in Nord America:

| Hartford 3 luglio 2004 | Stati Uniti | 31 – 39 | Francia |  |

| Toronto 10 luglio 2004 | Canada | 13 – 47 | Francia |  |

- L'Argentina si reca in Nuova Zelanda:

| Hamilton (Nuova Zelanda) 26 giugno 2004 | Nuova Zelanda | 41 – 7 | Argentina | Waikato Stadium |

- Da segnalare il tour della squadra sudafricana dei Blue Bulls in Georgia

| Vake 12 giugno 2004 | Georgia Devel. XV | 15 – 73 | Blue Bulls (SAF) |  |

| Rustavi 16 giugno 2004 | Georgia A | 17 – 55 | Blue Bulls (SAF) |  |

| Tbilisi 20 giugno 2004 | Georgia XV | 11 – 35 | Blue Bulls (SAF) |  |

- Una selezione dell'esercito USA, gira l'Europa

| Amsterdam luglio 2004 | Amsterdam RC | 7 – 12 | Stati Uniti Army |  |

| luglio 2004 | British Royal Scots Dragons | 0 – 33 | Stati Uniti Army |  |

| luglio 2004 | Baden-Württemberg | 28 – 7 | Stati Uniti Army |  |

| Praga 11 luglio 2004 | Rep. Ceca XV | 16 – 7 | Stati Uniti Army |  |

| Marcoussis 17 luglio 2004 | French Military | 41 – 18 | Stati Uniti Army |  |